# Йешилтепе (квартал на Истанбул)
„Йешилтепе“ (на турски: Yeşiltepe) е квартал на Истанбул, разположен в околия Зейтинбурну. Общата му площ е 0,22 км2. Според данни на Адресната система за регистриране на населението (ABPRS) към 2023 г. населението на „Йешилтепе“ е 20 110 жители.